# Fiji International 2007
Die Fiji International 2007 im Badminton fanden vom 4. bis zum 6. Mai 2007 statt.

## Sieger und Platzierte
| Disziplin    | Gold                        | Silber                        | Bronze                            |
| ------------ | --------------------------- | ----------------------------- | --------------------------------- |
| Herreneinzel | Marco Vasconcelos           | Nicholas Kidd                 | Stuart Gomez                      |
| Herreneinzel | Marco Vasconcelos           | Nicholas Kidd                 | Jeff Tho                          |
| Dameneinzel  | Michelle Chan               | Cheah Foong Meng              | Karyn Whiteside                   |
| Dameneinzel  | Michelle Chan               | Cheah Foong Meng              | Erin Carroll                      |
| Herrendoppel | Ryan Fong Burty Molia       | Craig Cooper Blair Rutherford | Ghee Ming Fong Andy Wong          |
| Herrendoppel | Ryan Fong Burty Molia       | Craig Cooper Blair Rutherford | Alika Cooper Shivneil Chand       |
| Damendoppel  | Renee Flavell Michelle Chan | Susan Dobson Tania Luiz       | Erin Carroll Catherine Moody      |
| Damendoppel  | Renee Flavell Michelle Chan | Susan Dobson Tania Luiz       | Karyn Whiteside Andra Whiteside   |
| Mixed        | Craig Cooper Renee Flavell  | Ben Walklate Erin Carroll     | Marco Vasconcelos Catherine Moody |
| Mixed        | Craig Cooper Renee Flavell  | Ben Walklate Erin Carroll     | Burty Molia Karyn Whiteside       |